# 3172 Hirst
3172 Hirst eller 1981 WW är en asteroid i huvudbältet som upptäcktes den 24 november 1981 av den amerikanske astronomen Edward L.G. Bowell vid Anderson Mesa Station. Den är uppkallad efter den sydafrikanske astronomen William P. Hirst.
Asteroiden har en diameter på ungefär 5 kilometer.